# Shirley Henderson
Shirley Henderson (24. studenog 1965.) je britanska filmska glumica, utjelovila je plačljivu Myrtle u filmu Harry Potter. Plačljiva Myrtle († o.13. lipnja 1943.) je imaginarni lik iz romana o Harryju Potteru autorice J. K. Rowling.

## Nepotpuna filmografija
- "Marie-Antoinette" (2006.)  Princeza Sophie-Philippine
- "Ukroćena goropadnica" (The Taming of the Shrew - 2005.)
- "Harry Potter i Plameni pehar (2005)" (Harry Potter and the Goblet of Fire - 2005.)  Plačljiva Myrtle
- Frozen (2004.)
- Yes (2004.)
- Bridget Jones: The Edge of Reason (2004.)
- Dirty Filthy Love (2004.)  Charlotte
- Intermission (2003.)
- "Harry Potter i Odaja tajni (2002)" (Harry Potter and the Chamber of Secrets - 2002.) Plačljiva Myrtle
- Once Upon a Time in the Midlands (2002.)
- 24 Hour Party People (2002.)
- Wilbur Wants to Kill Himself (2002.) Alice
- The Way We Live Now (2001.) Marie Melmotte
- Bridget Jones's Diary (2001.)
- "Trainspotting" (1996.)
- "Rob Roy" (1995.)
- Wish Me Luck (1990.)